# 石家庄公交51路

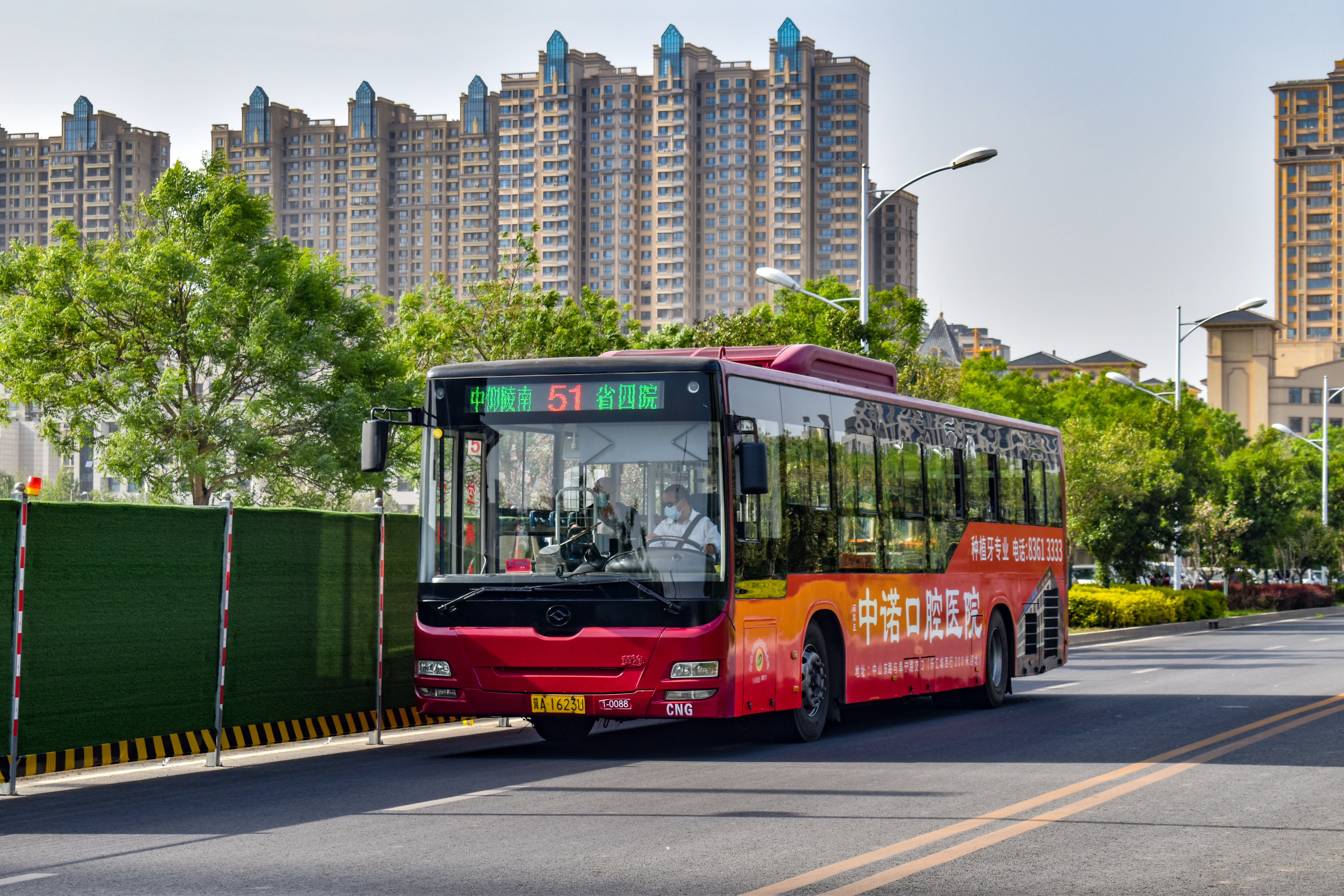
2022年4月23日在天然城附近拍摄的51路

石家庄公交51路是石家庄公交的一条线路，开通于2001年11月16日，当前（2022年4月）由中仰陵南站开往省四院站，全程16.4公里，串联起了高新区的各大居民区和商业区，最后经过北国商城到达河北医科大学第四医院，是连接省四院本院和东院的唯一线路。

## 历史发展
2001年11月16日，石家庄公交开辟了“东仰陵”到“人民广场”的51路。途经天山大街、长江大道、裕华东路、谈固南大街、建明南路、谈固西大街、建明北路、煤机街、中山东路、广安街、谈南路、青园街。站位设置是东仰陵、中仰陵、万泉道口、小岗上、周通、私立一中、天山海世界、润丰家园、高速公路口、省汽贸、省农研所、建明小区、谈固小区、铁三局、煤机街、省民航局、建华路口、省中医院、省医科大学、省体育馆、省博物馆、谈南路口、人民广场、青园街（上行）。
2006年4月26日，51路调整起止点，从原先的由“东仰陵”开往“人民广场东门”，调整为了由“天然城小区”开往“省博物馆”。其途经主要的道路变为了天然城南北街、东仰陵村北路、天山大街、长江大道、裕华路、体育大街、范西路、西大街、中山路、东大街。
2010年12月18日，为了串联河北医科大学第四医院东、西两院间直达的公共交通，方便职工和病人的往来就医等，把51路由“省博物馆”延长到了“省四院”。途经街道除天然城小区路、学苑路、天山大街、长江大道、裕华路、体育大街、方北路、范西路外增加了建设大街，最终在建和桥掉头返回。站位设置为天然城、岗当新村、天山学苑路口、强大泵业、以岭药业、周通、省四院东院、海世界、石家庄学院北区、信息学院北区、裕华高速口、省汽贸、国际名邸、二十二中、儿童医院、长安区政府、方北、市三院、中心医院、科技馆、省图书馆、市一院、市城管局、北国商城、省四院。
2012年11月2日，51路再次调整，仍为天然城开往省四院。调整之后途经街道为学苑路、天山大街、长江大道、裕华路、育才街、范西路、建设大街，最后在建和桥掉头返回。站位设置为天然城、岗当新村、天山学苑路口、强大泵业、以岭药业、周通、省四院东院（师大附中东校区）、海世界、石家庄学院北区、信息学院北区、裕华高速口、省汽贸、国际名邸、二十二中、儿童医院、长安区政府、方北、师大、中心医院、科技馆、省图书馆、市一院、市城管委、北国商城、省四院。
2013年11月9日，由于地铁施工围挡对北国商城区域的交通带来了极大的压力，51路终点站由“省四院”调整至“市城管委”运行，调整之后途径学苑路、天山大街、长江大道、裕华路、建设大街、范西路、东大街、裕华路返回。站位设置改为天然城、岗当新村、天山学苑路口、强大泵业、周通、省四院东院（师大附中东校区）、海世界、石家庄学院北区、信息学院北区、裕华高速口、省汽贸、国际名邸、二十二中、儿童医院、长安区政府、方北、育才裕华路口、科技大厦、河北报社（河北电台）【仅下行】、河北大戏院【仅下行】、市城管委、市一院【仅上行】、科技馆【仅上行】。
2021年2月20日，为方便乘客出行，将51路终点站恢复至“省四院”运行，继续途径祁连街、学苑路、天山大街、长江大道、裕华路、建设大街，最终在建和桥上掉头返回，撤销范西路和东大街站位，建设大街增设北国商城、省四院两站。